# Lasiocercis bipenicillata
Lasiocercis bipenicillata là một loài bọ cánh cứng trong họ Cerambycidae.